# Eve Corona
Eve Corona – owalne wzniesienie pochodzenia wulkanicznego, położone na obszarze Alpha Regio na Wenus. Góra ta ma średnicę 330 km, jest zbudowana ze skał magmowych. Początkowo została uznana za krater uderzeniowy. Nazwa struktury pochodzi od imienia Ewa.
Jasny radarowo punkt w centralnej części Eva Corona został wybrany jako punkt odniesienia do wyznaczania długości planetograficznej na Wenus, tzn. południk przechodzący przez ten punkt został uznany za południk zerowy. Po zakończeniu badań programu Wenera definicja została zmieniona i obecnie południk zerowy przechodzi przez wzniesienie centralne krateru Ariadne i Eve Corona znalazła się na półkuli zachodniej.